# St. Nikolaus (Radochów)
St. Nikolaus ist die römisch-katholische Kirche von Radochów (deutsch: Reyersdorf) im Powiat Kłodzki der Woiwodschaft Niederschlesien in Polen.

## Geschichte

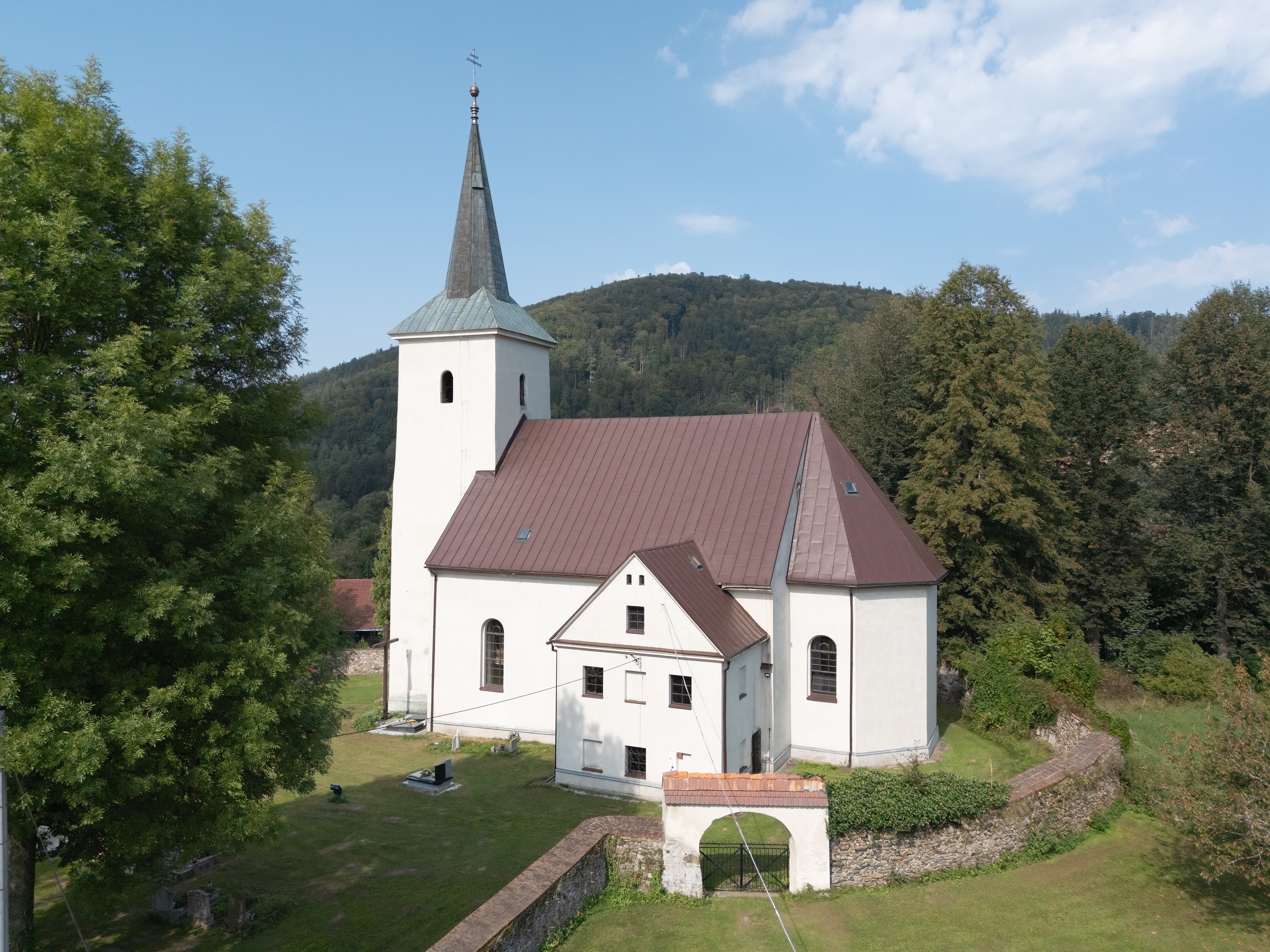
St.-Nikolaus-Kirche in Radochów (Reyersdorf)

Die Kirche wurde während der Reformation im Jahre 1614 unter dem evangelischen Lehnsherrn Bernhard von Pannwitz auf einer Anhöhe des Dorfes erbaut. Reyersdorf, das wie alle Kirchen der vormaligen Grafschaft Glatz zum Erzbistum Prag gehörte, wurde 1384 unter den Pfarrkirchen des katholischen Dekanats Glatz nicht genannt, weil es damals vermutlich eine Filialkirche von Landeck war. Während der Reformation wirkten hier lutherische Prediger. 1623 wurde die Kirche der Pfarrei Kunzendorf, ein Jahr später der Pfarrei Landeck zugewiesen. 1679 wurde Reyersdorf von der Pfarrei Landeck gelöst und der neu gebildeten Pfarrei Schönau zugewiesen, deren erster Pfarrer Sigismund Langer (1679–1690) war. Durch einen Blitzschlag brannte die Pfarrkirche 1883 aus. Beim Wiederaufbau blieb das Gebäude im Wesentlichen erhalten, wurde aber aufgestockt und mit einer Sakristei an der Südseite erweitert. An der Nordseite wurde eine Vorhalle angebaut. Im Inneren trägt der Bau ein hölzernes Tonnengewölbe. 1887 erhielt die Kirche eine Orgel der Firma Lux aus Bad Landeck. In der Kirchmauer befinden sieben steinerne Epitaphe der Herren von Pannwitz aus dem 16. und frühen 17. Jahrhundert.